# قناة شليم
قناة شليم هي وعاء دائري يشبه الأوعية اللمفاوية في العين. يجمع الخلط المائي من غرفة العين الأمامية ويوصله إلى الأوعية الدموية فوق الصلبة. ويمكن اللجوء لعملية جراحية لتوسيعها.
قناة شليم عبارة عن أنبوب مبطّن، يشبه أنبوب الوعاء اللمفاوي. في داخل القناة، الأقرب إلى الخلط المائي، يتم إغلاقها وفتحها بواسطة الشبكة التربيقية. وهو ما يخلق مقاومة للتدفق ضد الخلط المائي.

## وصلات خارجية
- صور نسيجية: 08005loa — نظام تعلم علم الأنسجة في جامعة بوسطن
- رسم بياني
- رسم بياني 2